# Ómacu Majumi
Ómacu Majumi (大松 真由美; Hepburn: Ōmatsu Mayumi) (Japán, 1970. július 12. –) japán válogatott labdarúgó.

## Klub
A Nikko Securities Dream Ladies csapatában játszott. 1998-ban vonult vissza. 1999-ben a OKI FC Winds csapatához szerződött.

## Nemzeti válogatott
1997-ben debütált a japán válogatottban. A japán válogatott tagjaként részt vett az 1999-es világbajnokságon. A japán válogatottban 12 mérkőzést játszott.

## Statisztika
| Japán válogatott | Japán válogatott | Japán válogatott |
| Időszak          | Mérk.            | gól              |
| ---------------- | ---------------- | ---------------- |
| 1997             | 6                | 1                |
| 1998             | 5                | 0                |
| 1999             | 1                | 0                |
| Összesen         | 12               | 1                |

## Sikerei, díjai
Japán válogatott
- Ázsia-kupa:  Bronz; 1997

Klub
- Japán bajnokság: 1996, 1997, 1998

Egyéni
- Az év Japán csapatában: 1996, 1997, 1998